# Mitlödi

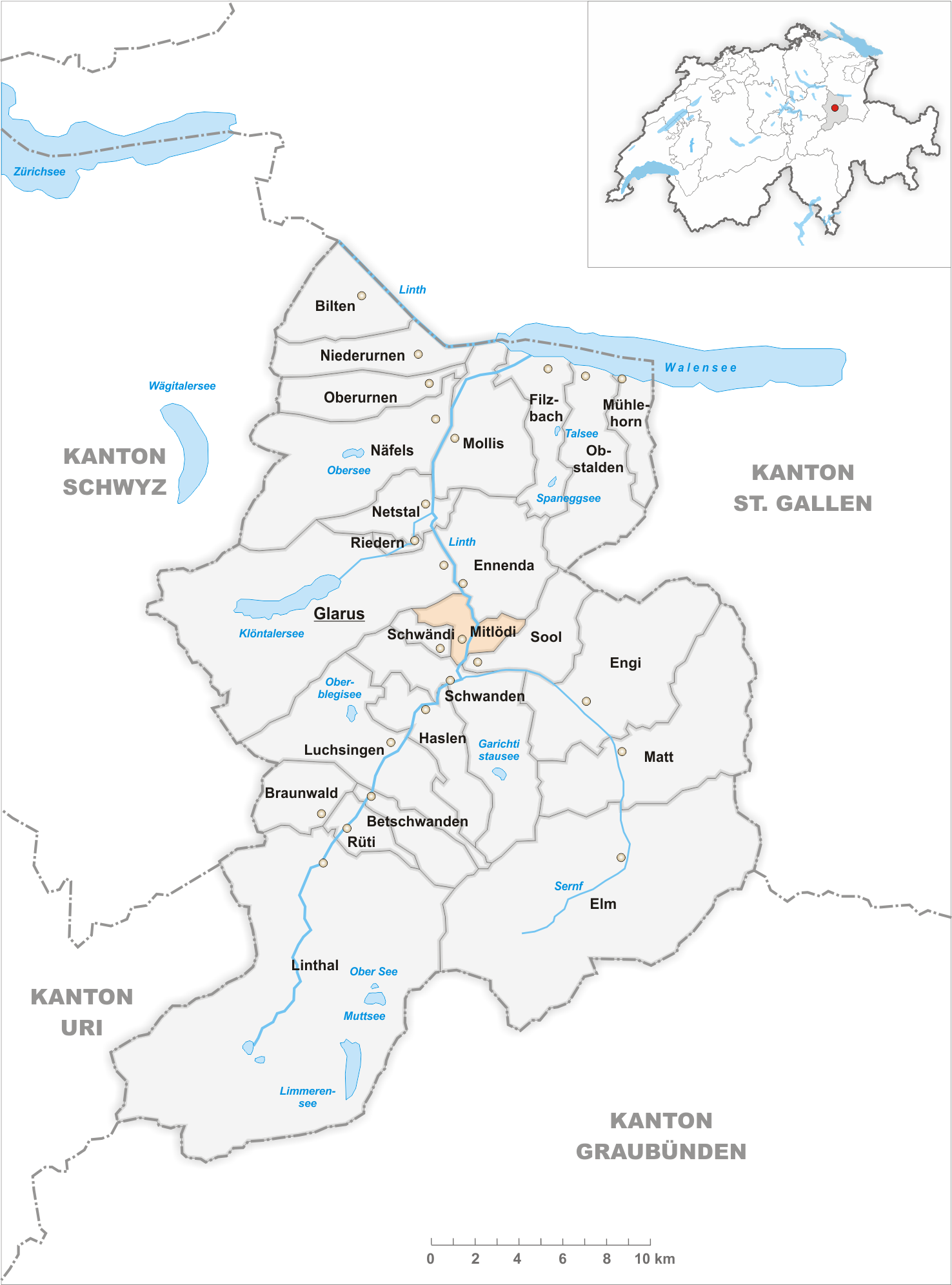
Gemeindestand vor der Fusion am 1. Januar 2011

Mitlödi ist eine ehemalige politische Gemeinde des Kantons Glarus in der Schweiz.
Das Dorf wurde im Rahmen der Glarner Gemeindereform auf den 1. Januar 2011 mit den Gemeinden Betschwanden, Braunwald, Elm, Engi, Haslen, Linthal, Luchsingen, Matt, Rüti (GL), Schwanden (GL), Schwändi, und Sool, zur neuen Gemeinde Glarus Süd zusammengelegt.

## Wappen
Im Jahr 1939 wurde eine Abbildung des Kirchen- oder Schäflibrunnens auf rotem Grund zum Dorfwappen bestimmt.

## Geographie
Mitlödi liegt zwischen Glarus und Schwanden. Die Dorfteile Mitlödi und Horgenberg liegen auf der linken, Ennetlinth auf der rechten Seite der Linth, die hier nordwärts fliesst. Das Dorf ist südexponiert und liegt zwischen zwei Runsen auf prähistorischen Bergsturzmassen. Das Gemeindegebiet erstreckt sich in steilen Hängen links der Linth bis zum Vorder Glärnisch auf 2327 m ü. M. und rechts des Flusses bis zur Chrisegg 1987 m ü. M. Von der Gemeindefläche sind 32,1 % landwirtschaftliche Nutzflächen, 56,1 % ist Wald, 7,4 % ist Siedlungsfläche und 4,5 % ist unproduktiv.
Oberhalb Mitlödi steht die mittelalterliche Ruine Sola.

## Bevölkerung
| Jahr      | 1850 | 1900 | 1950 | 1980 | 2000 | 2020 |
| Einwohner | 649  | 736  | 821  | 981  | 1030 | 1033 |

## Geschichte
Das Dorf bestand um 1300 aus den drei Weilern Nieder-Mitlödi, Ober-Mitlödi und Horgenberg.
Bis 1395 war der Ort dem Kloster Säckingen abgabenpflichtig.
In der Mitte des 15. Jahrhunderts stellte Mitlödi in der Person von Konrad Rietler den Landammann. Im Jahre 1527 war Mitlödi Tagungsort der Landsgemeinde.
1528 setzte sich in Mitlödi die Reformation durch. Die Dorfkirche wurde im Jahre 1725 eingeweiht. Der Kirchturm bekam nach einem Brand im Jahr 1752 durch den bekannten Baumeister Hans Ulrich Grubenmann einen schlanken Helm.
In der zweiten Hälfte des 18. Jahrhunderts kam es durch Produktion und Handel mit Tischen und mit Watte sowie durch die Herstellung von Baumwollprodukten im Verlagssystem zu einem wirtschaftlichen Aufschwung. Im 19. Jahrhundert wurde eine grosse Textildruckerei gegründet. Dieser Produktionszweig besteht heute noch neben der Produktion von Arzneimitteln, Margarine, Werkzeugen und Maschinen.
Im Rahmen der Glarner Gemeindereform entstand am 1. Januar 2011 durch die Fusion der bisherigen Gemeinden Betschwanden, Braunwald, Elm, Engi, Haslen, Linthal, Luchsingen, Matt, Mitlödi, Rüti (GL), Schwanden (GL), Schwändi und Sool die politische Gemeinde (Einheitsgemeinde) Glarus Süd.

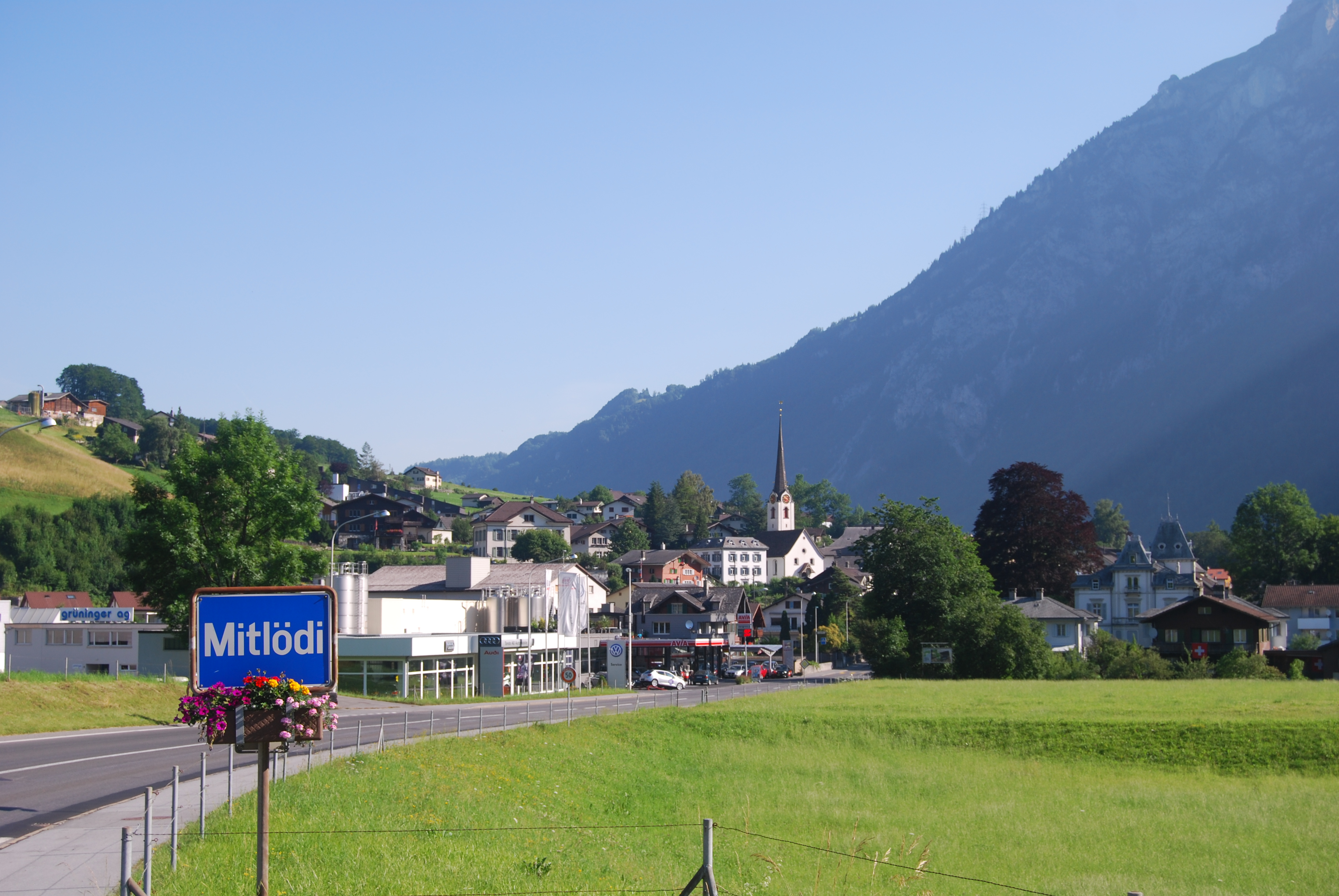
Dorfeingang
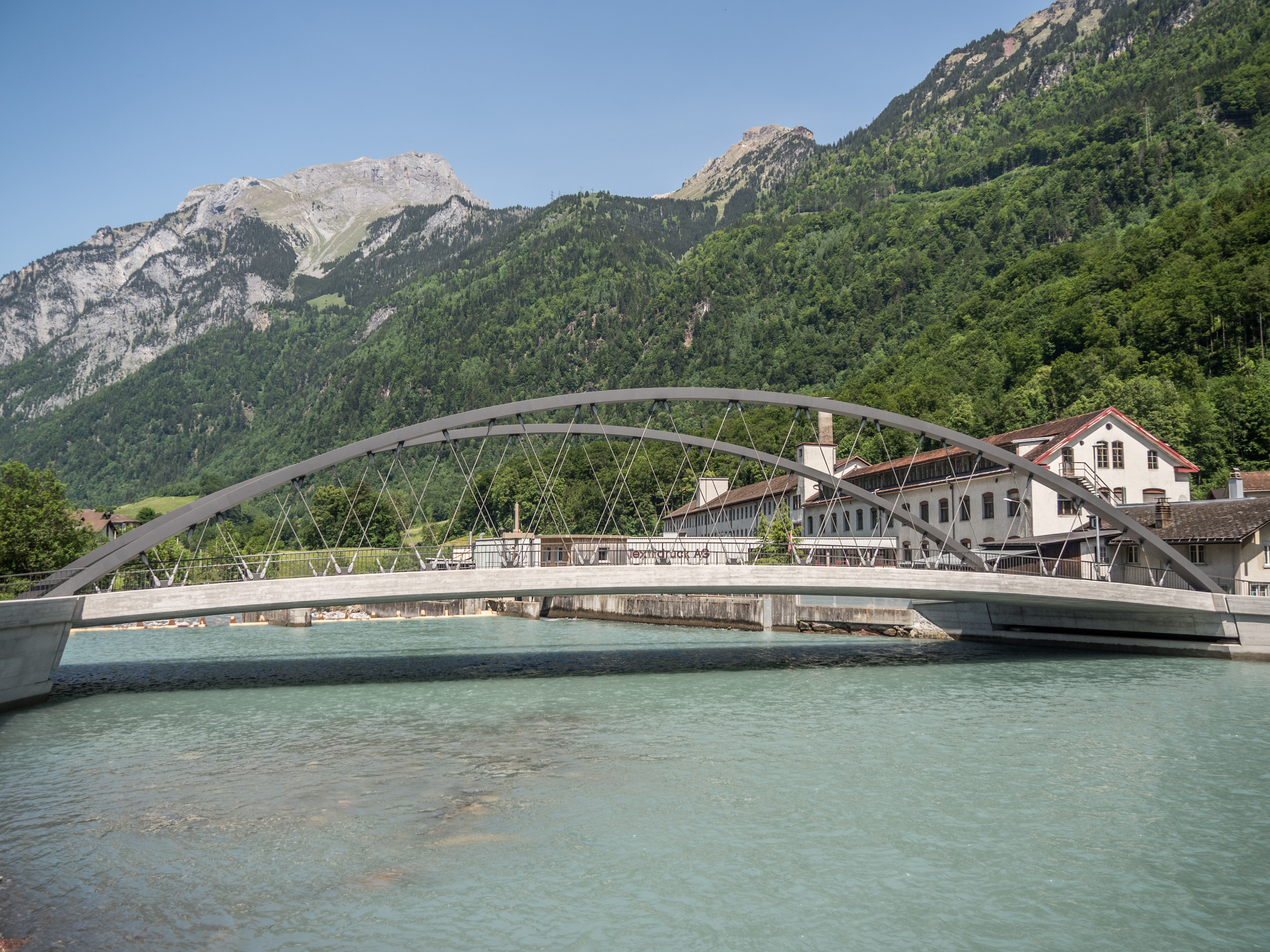
Linthbrücke
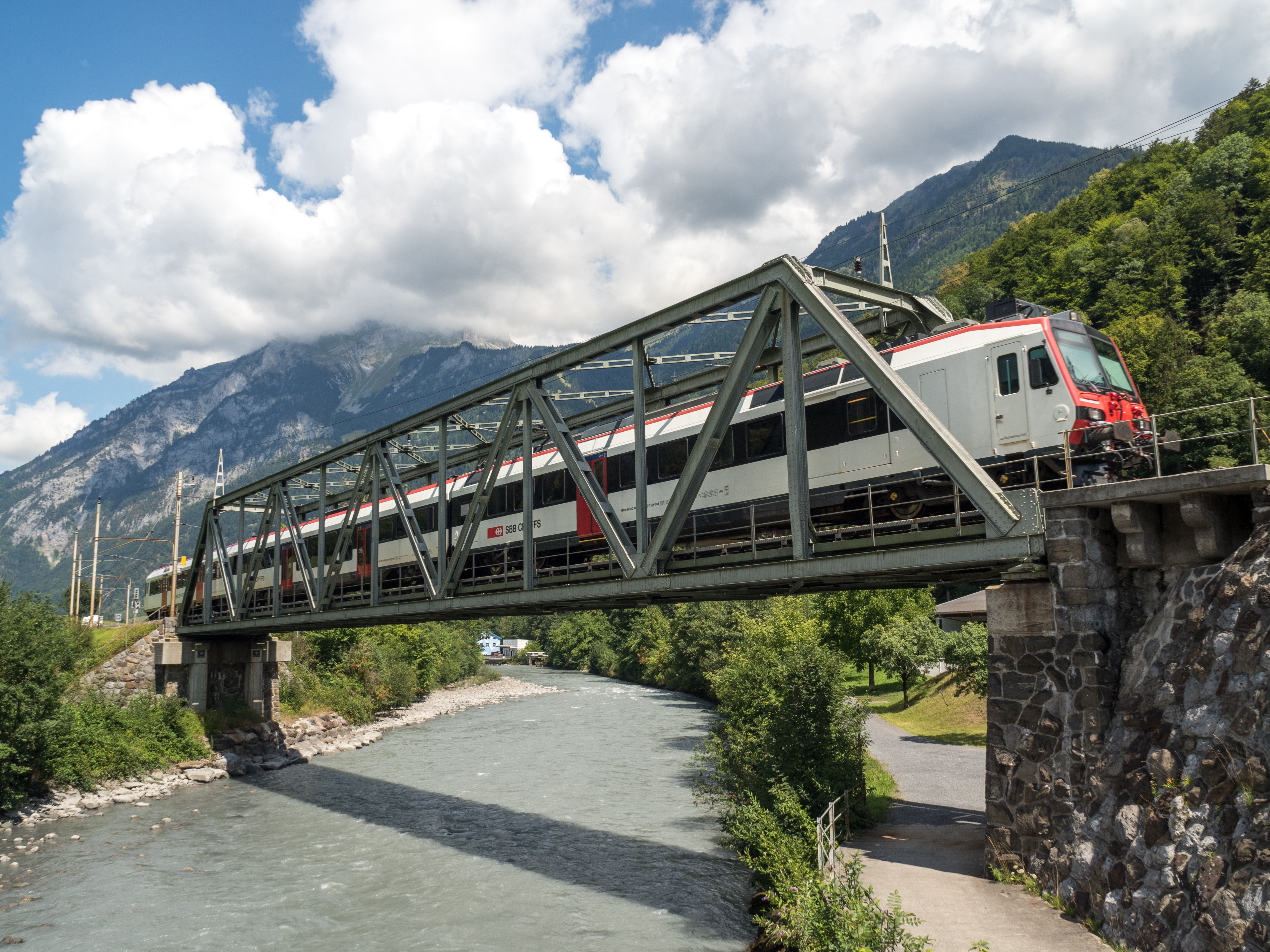
Eisenbahnbrücke
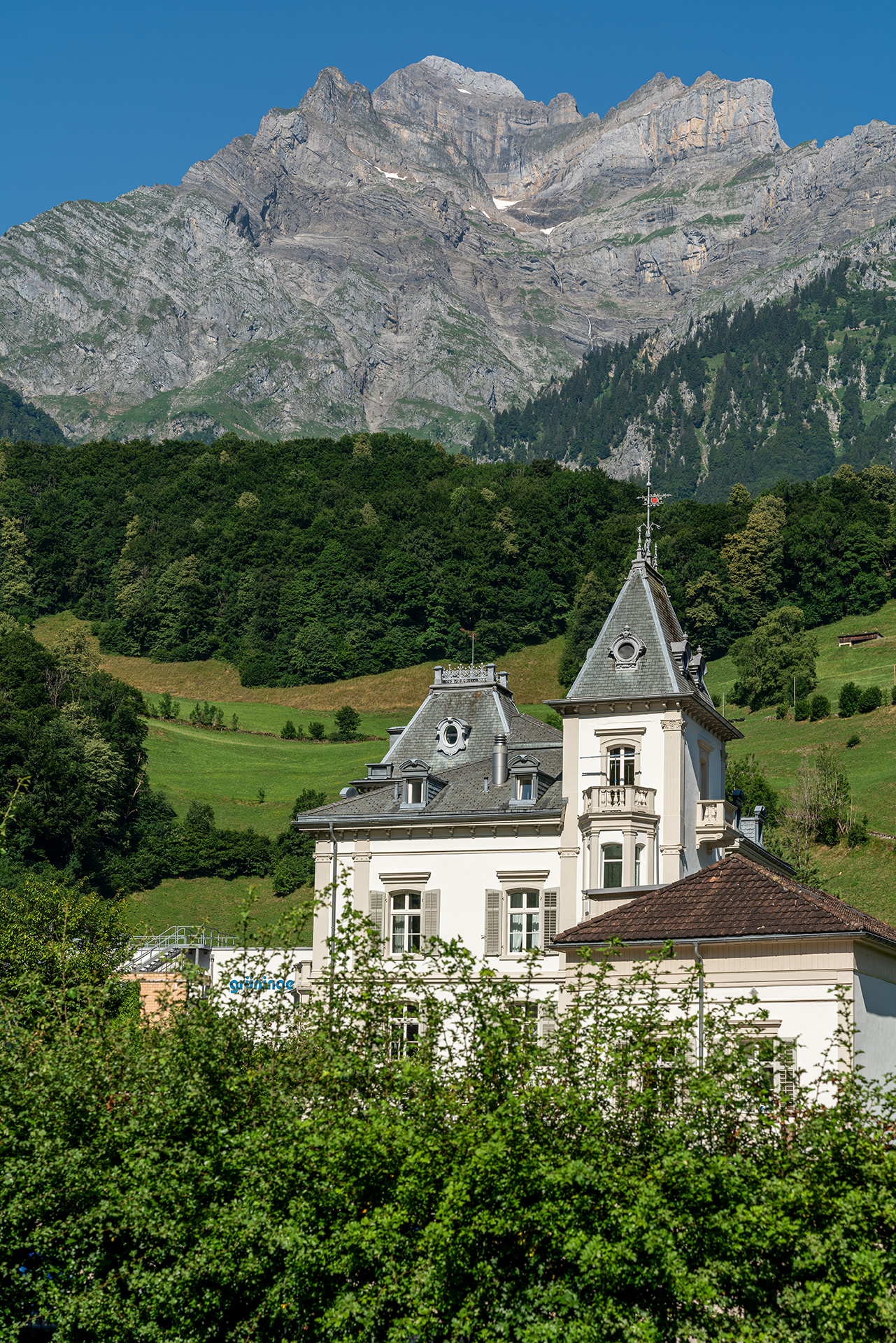
Weisse Villa

Historisches Luftbild mit Seidendruckerei Mitlödi AG von Walter Mittelholzer zwischen 1918 und 1937
Mitlödi, 1908

## Persönlichkeiten
- Willi Aberer (1927–2007), österreichischer Politiker
- Hanspeter Hofmann (* 1960), Maler
- John Anthony Cramer (* 1793 in Mitlödi; † 24. August 1848 in Scarborough), britischer Altertumswissenschaftler